# Pravnik
Pravnik (nekdaj tudi jurist) je človek, ki deluje na področju prava. Pravo ureja človekovo zunanje ravnanje, in sicer v odnosu z drugimi.
V Sloveniji imajo pravniki oziroma pravnice naziv univ. dipl. pravnik oziroma univ. dipl. pravnica po končanem 3-letnem študiju prava na Pravni fakulteti, kar ustreza VII. stopnji izobrazbe. Po preteklih ureditvah je bil pridobljen naziv tudi univ. dipl. jurist, vendar pa se ta naziv od osamosvojitve RS naprej ne podeljuje več, čeprav nekateri zmotno uporabljajo ta naziv v pravnem prometu.
Po bolonjskem študijskem programu po končani I. stopnji študent oziroma študentka pridobi naziv diplomirani pravnik oziroma diplomirana pravnica, kar ustreza VI. stopnji izobrazbe. Za opravljanje pravniškega državnega izpita je potrebovana II. stopnja, ko pridobi oseba naziv magister prava oziroma magistrica prava ali VII. stopnjo izobrazbe.
Ne gre pa naziva magister prava oziroma magistrica prava zamenjevati z VIII. stopnjo izobrazbe, torej nazivom magister znanosti oziroma magistrica znanosti. Nekateri se sicer predstavljajo z nazivom magister pravnih znanosti oziroma magistrica pravnih znanosti, kar pa ni naziv, ki so ga pridobili. Pravilen naziv je torej samo magister znanosti oziroma magistrica znanosti.

## Vrste pravnikov
- odvetnik
- sodnik
- tožilec
- notar
- državni pravobranilec
- korporacijski pravnik
- pravni teoretik/filozof
- pravni zgodovinar/arhivist
- primerjalni pravnik
- ustavni pravnik/pravnik človekovih pravic
- zakonodajni pravnik
- upravni pravnik